# Подствольный гранатомёт
Подство́льный гранатомёт — гранатомёт, выполненный в виде дополнительного узла, устанавливаемого на ручное оружие, обычно — на автомат.

## Назначение
Подствольный гранатомёт используется для уничтожения живой силы противника и небронированной техники. В качестве зарядов к нему используются специальные боеприпасы (гранатомётные выстрелы), объединяющие в одном корпусе гранату и метательный заряд, размещаемый в гильзе. Для ведения огня гранатомёт крепится под стволом автомата (отсюда — название «подствольный»). Спусковые и прицельные приспособления рассчитаны на выполнение выстрела левой рукой (правая держит автомат за основную рукоятку управления огнём).

## История появления
Причиной появления подствольных гранатомётов и винтовочных гранат была мертвая зона между предельной дистанцией броска ручной гранаты (40-50 метров) и минимальной дистанцией огня миномётов (150—200 метров). В результате на этой дистанции у пехоты не было средств для подавления огневых точек противника иначе как ружейно-пулеметным огнём. Наглядным следствием этой проблемы являются подвиги Александра Матросова и Роджера Янга — в обоих случаях бойцы были вынуждены приближаться к позициям противника на дистанцию точного броска гранаты.

### Винтовочные гранаты
Первые образцы винтовочных гранат использовались в дульных гранатомётах уже в первую мировую. К примеру, немецкими войсками активно использовался гранатомёт Gewehrgranatgerät, который мог устанавливаться на карабин Mauser 98K, штурмовые винтовки Gewehr 43 и StG 44 и на десантную винтовку FG-42. Для отстрела гранат использовались холостые патроны, иногда с увеличенным зарядом пороха.
Основным минусом винтовочных гранат является невозможность штатной стрельбы из оружия без предварительного снятия либо отстрела гранаты. Таким образом, солдат хоть и обладает относительно универсальным оружием, но сильно ограничен в возможности его применения. Главным плюсом винтовочных гранат являются относительно малый вес и отсутствие жестких массо-габаритных ограничений для боеприпасов.

### Гранатомёты ружейно-пистолетного типа
В связи с вышеуказанным в годы Второй мировой и в послевоенное время начались разработки лёгких гранатомётов для вооружения пехоты наряду со штатным оснащением. Исторически первыми можно считать немецкие разработки боевых боеприпасов для сигнальных пистолетов и переделки сигнальных пистолетов в kampfpistole со специальными прикладами и прицелами. Это является по сути возвращением к идее ручных мортир 17—18 веков. Характерным является большое количество калиберных и надкалиберных гранат, разработанных для данного вида оружия, причём в большинстве образцов возможность стрельбы сигнальными патронами не утрачивалась. В результате весьма распространенное в войсках средство становилось серьёзным многоцелевым штурмовым оружием.
Аналогичным путём в 1960-е годы пошли и американцы, создав гранатомёт M79. Конструктивно сходный с обычным «переламываемым» охотничьим ружьём, этот гранатомёт выдавался отдельным бойцам подразделения, возлагая на них задачу огневой поддержки. Активно использовавшийся в войне во Вьетнаме, М79 зарекомендовал себя как простое, точное и надёжное оружие. Гранатомёт имел небольшую отдачу и достаточно большую предельную дистанцию огня (350—400 метров).
Боевое применение М79 продемонстрировало ряд важных недостатков данного оружия. В первую очередь у солдата оставалась необходимость в дополнительном штатном стрелковом оружии — чаще всего использовался пистолет-пулемёт, — что при собственном весе незаряженного гранатомёта в 2,7 кг и его габаритах создавало немало сложностей. Во-вторых, стрелок испытывал определённые проблемы с одновременным применением гранатомёта и стрелкового оружия — пусть и в меньшей степени, чем при использовании винтовочных гранат.
В связи с этим в конце 1960-х американская армия заключила контракт с компанией AAI на разработку подствольного гранатомёта для принятой на вооружение штурмовой винтовки М-16. В 1970 году первая партия гранатомётов M203 была отправлена во Вьетнам для проведения войсковых испытаний. По их результатам армия США разместила заказ на большое количество подствольных гранатомётов, который за недостатком производственных мощностей AAI был передан фирме Colt.
В 1978 году на вооружение был принят советский подствольный гранатомёт ГП-25.

## Основные образцы подствольных гранатомётов[4]

### M203
Подствольный гранатомёт M203 разработан фирмой AAI для применения с автоматами M16 и M4 и представляет собой нарезное однозарядное огнестрельное оружие. Заряжается с казённой части, при перемещении кожуха. Для прицеливания используются приспособления, монтируемые на саму винтовку.
Гранатомёт М203 является первым в мире серийным подствольным гранатомётом. На данный момент его можно считать основным подствольным гранатомётом НАТО, хотя американцы и оценивают возможность замены его на немецкий AG36.

### ГП-25иГП-30
Подствольные гранатомёты ГП-25 «Костёр» и ГП-30 «Обувка» предназначены для использования с автоматами Калашникова. Это нарезное однозарядное огнестрельное оружие, заряжаемое с дула унитарными боеприпасами ВОГ-25. Гранатомёт ГП-30 отличается от ГП-25 меньшей на 260 гр массой, более простой конструкцией и меньшей трудоемкостью в изготовлении.
Преимуществами этого гранатомёта перед М203 являются дульнозарядность (возможно применение боеприпасов большей длины) и безгильзовость — камера сгорания и заряд метательного вещества заключены в гранате, — что исключает из перезарядки операцию по извлечению гильзы.

### AG36
Подствольный гранатомёт AG36 разработан в конце 1990-х годов германской компанией Heckler & Koch для использования в комплексе со штурмовой винтовкой G36. Гранатомёт казнозарядный, однако важным его преимуществом является откидывание казённой части вбок при перезарядке, за счёт чего возможно применение боеприпасов большей, чем в М203, длины.
Для AG36 разработан отъёмный приклад, позволяющий использовать гранатомёт отдельно от винтовки, как самостоятельное оружие.

## Применение подствольных гранатомётов
Подствольный гранатомёт — оружие уровня отделения, обычно 2—4 гранатомёта на подразделение по боевому расписанию. К примеру, в российской армии на отделение выделяется два ГП-25, а при сопровождении колонны — 5 ГП-25 на бронетранспортер.
Основным минусом подствольных гранатомётов является малая масса заряда, в результате чего применение его на открытой местности зачастую малоэффективно. Особенно это важно в связи с малым ассортиментом боеприпасов для ГП-25 и ГП-30. С другой стороны, за счёт большого калибра и достигаемой в некоторых образцах (к примеру, немецком AG36) нечувствительности к длине боеприпаса подствольные гранатомёты позволяют формировать для них большой набор боевых гранат и являются наряду с ружьями подходящим оружием для нелетальных боеприпасов — дымовых, газовых, гранат с резиновой картечью и т. д. При применении М203 в городской застройке была отмечена его эффективность при стрельбе по окнам и прочным дверям с 50-100 метров.
Также, по отзывам военнослужащих, участвовавших в вооружённых конфликтах, отдача от выстрелов из подствольного гранатомёта «разбивает» сам автомат, делая его ненадёжным, а то и вовсе непригодным для стрельбы.
Некоторые образцы также могут применяться как самостоятельное оружие, для этого они оснащаются прикладами и собственными прицельными приспособлениями. Огонь из подствольного гранатомёта может вестись либо по настильной, либо по навесной траектории. Во втором случае он позволяет поражать цели, скрытые в складках местности или находящиеся за преградами. Кроме того, некоторые образцы гранатомётных выстрелов (к примеру, советский ВОГ-25П) после падения подбрасываются в воздух подрывом небольшого спецзаряда и подрываются в полёте, за счёт чего улучшается поражение осколками целей в окопах, щелях, густой высокой траве.
- Подствольный гранатомёт M203, установленный на карабине M4.
- Заряжание гранатомёта M203, установленного на M16A1.
- Гранатомёт «Арсенал» UBGL на автомате Калашникова

## Надствольный гранатомёт
В США с начала 2000-х задумались над созданием многозарядного подствольника. Но так как располагать магазин гранатомёта под стволом автомата было неудобно, разработчики вспомнили про систему буллпап, которая и стала основой надствольной конструкции. В результате получился автоматно-гранатометный комплекс весом около 7 кг, способный одновременно вмещать 30 патронов калибра 5,56 в магазин и 5 выстрелов для гранатомёта в обойме и 1 в стволе, хотя ношение боеприпасов в стволе крайне опасно. Пока что массовое вооружение войск НАТО подобным оружием не производилось. На практике это оружие применялось крайне мало, производители решают вопросы по устранению недоработок.